# Coupe de Lettonie féminine de football
La Coupe de Lettonie féminine de football (lituanien : Latvijas Sieviešu Futbola kauss) est une compétition de football féminin opposant les clubs de Lettonie dans un format à élimination directe. 
La première édition de cette compétition a lieu en 2014.

## Palmarès
| Saison | Vainqueur | Score     | Finaliste     |
| ------ | --------- | --------- | ------------- |
| 2014   | Rīgas FS  | 5-1       | FK Liepāja    |
| 2015   | Rīgas FS  | 5-1       | FK Liepāja    |
| 2016   | Rīgas FS  | 8-0       | Rēzeknes BJSS |
| 2017   | Rīgas FS  | 4-2       | FK Liepāja    |
| 2018   | Rīgas FS  | 4-2       | FK Liepāja    |
| 2019   | Rīgas FS  | 2-2 (7-5) | Dinamo Rīga   |
| 2021   | SFK Riga  | 2-1       | FK Liepāja    |
| 2022   | FS Metta  | 2-2 (4-2) | FK Liepāja    |
| 2023   | FS Metta  | 0-0 (5-4) | SFK Riga      |
| 2024   | Rīgas FS  | 1-0       | Riga FC       |